# Secretaría General de la Comunidad Andina
La Secretaría General de la Comunidad Andina es el órgano ejecutivo de la Comunidad Andina que, a partir del 1 de agosto de 1997, asumió entre otras, las atribuciones de la Junta del Acuerdo de Cartagena. Este último organismo fue creado en 1969 y eran en principio el encargado de supervisar las acciones y emitir las normas de la Comunidad Andina. Está dirigida por un Secretario General, elegido por consenso por el Consejo Andino de Ministros de Relaciones Exteriores en reunión ampliada con la Comisión. Su sede se encuentra en Lima, Perú. Actualmente el Secretario General de la Comunidad Andina es Gonzalo Gutiérrez Reinel.
La Secretaría General tiene capacidad propositiva, por cuanto está facultada a formular Propuestas de Decisión al Consejo Andino de Ministros de Relaciones Exteriores y a la Comisión, así como iniciativas y sugerencias a la reunión ampliada del citado Consejo, para facilitar o acelerar el cumplimiento del Acuerdo de Cartagena. 
Son también sus funciones:
- Administrar el proceso de la integración subregional
- Resolver asuntos sometidos a su consideración
- Velar por el cumplimiento de los compromisos comunitarios
- Mantener vínculos permanentes con los Países Miembros y de trabajo con los órganos ejecutivos de las demás organizaciones regionales de integración y cooperación.

## Secretarios Generales de la Comunidad Andina

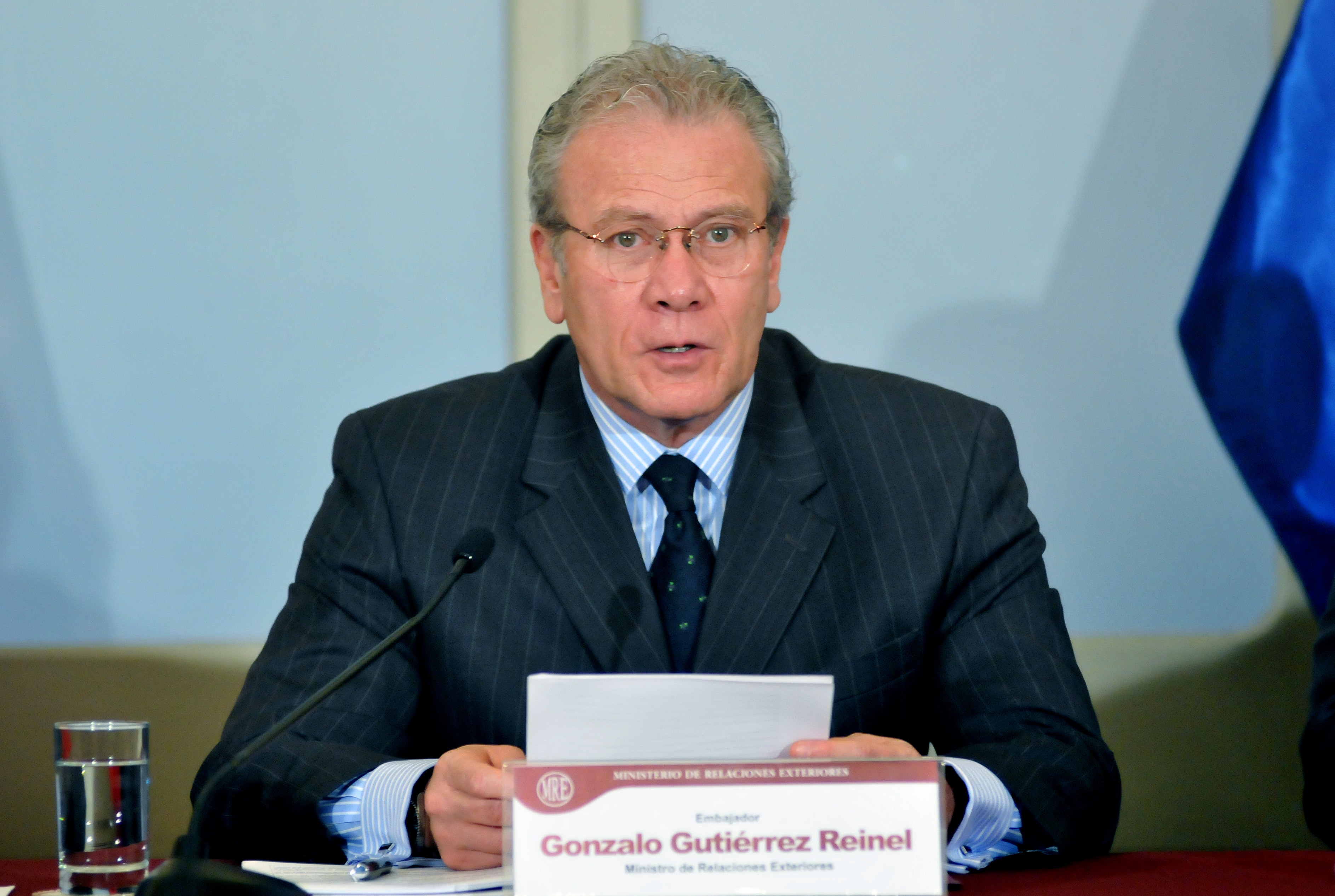
La Secretaría General de la Comunidad Andina está a cargo de Gonzalo Gutiérrez Reinel desde 2023.

Secretarios Generales de la Comunidad Andina han sido:
- Sebastián Alegrett (1997-2002)
- Guillermo Fernández de Soto (2002-2004)
- Allan Wagner Tizón (2004-2006)
- Alfredo Fuentes Hernández (2006- 2007)
- Freddy Ehlers (2007-2010)[1]
- Adalid Contreras Baspineiro (7 de mayo de 2010-febrero de 2013)[2]
- Pablo Guzmán Laugier (2013-2016)[3]
- Walker San Miguel Rodríguez (2016-2018)[4]
- Luz Marina Monroy Acevedo (2018)[5]
- Héctor Quintero Arredondo (2018-2019)[6]
- Jorge Pedraza (2019-2023)[7]
- Gonzalo Gutiérrez Reinel (desde 2023)[8]